# Peter Muckel
Johann Anton Hubert Wilhelm Muckel (* 28. September 1872 in Düsseldorf-Derendorf; † 16. November 1943 in Düsseldorf-Oberkassel, genannt Pitter Muggel) war ein Obdachloser, der in der ersten Hälfte des 20. Jahrhunderts im Düsseldorfer Stadtteil Oberkassel lebte, Lehrern und Studenten der Düsseldorfer Malerakademie Modell stand und dadurch besonders in der Kunstszene der Stadt Berühmtheit erlangte. Der ihm bei der Taufe am 6. Oktober 1872 in der Pfarrkirche Heilige Dreifaltigkeit in Düsseldorf-Derendorf zusätzlich beigelegte Vorname „Peter“ wurde zeitlebens auch von den Behörden als Rufname gebraucht.

## Leben
Peter Muckel wurde am Geistenberg in Derendorf als Enkel des ebenfalls in Düsseldorf als Original bekannten „Wilddiebs Muggel“ (bürgerlicher Name: Johann Muckel, 1814–1882 in Düsseldorf) geboren. Er besuchte die Hilfsschule und verdingte sich in seiner Jugend als Botenjunge an der Düsseldorfer Malerakademie.
Später hatte er als Obdachloser seinen Lebensmittelpunkt im Düsseldorfer Stadtteil Oberkassel (eingemeindet 1909). Vielen Jahrgängen der Malerakademie stand er gegen Geld Modell – meist für Gemälde mit ländlichen Motiven als Landstreicher oder aufgrund seines langen weißen Vollbarts für biblische Szenen.
Die Popularität Muckels in Düsseldorf ist durch einen Artikel des Düsseldorfer Tageblatts belegt, das anlässlich der Einlieferung Muckels ins Krankenhaus titelte: „Pitter Muggel der Einmalige – Eines der letzten Düsseldorfer Originale verschwand von der Bildfläche“.
Am 16. November 1943 starb Muckel in Düsseldorf-Oberkassel.

## Dies und Das
In Düsseldorf-Oberkassel trägt eine alt eingesessene Kneipe auf der Dominikanerstraße den Namen „Muggel“. Sie ist nach „Pitter Muggel“ benannt.